# Paul Arriola
Paul Joseph Arriola Hendricks (Chula Vista, California, 5 de febrero de 1995) es un futbolista estadounidense que juega como extremo en el Seattle Sounders F. C. de la Major League Soccer. Es internacional absoluto con la selección de Estados Unidos desde 2016.

## Biografía
Arriola nació en Chula Vista, California, un suburbio de San Diego. Es estadounidense de origen mexicano. Sus bisabuelos emigraron a Estados Unidos desde México, que a su vez estos eran de origen español.

## Trayectoria

### Inicios
Arriola se inició con el Arsenal FC con sede en Temecula, California, un club que ha producido varios jugadores exitosos como Carlos Bocanegra y Héctor Jiménez, después se integró a la academia de Los Angeles Galaxy en 2012.

### Xolos de Tijuana
En diciembre de 2012, Arriola fue invitado a entrenar con los Xolos de Tijuana. Después de la temporada 2012, a pesar de que se ofrecía un contrato profesional con el LA Galaxy, Arriola opta por fichar por el Club Tijuana de la Liga MX, el más alto nivel del fútbol Mexicano. Arriola fue parte de una serie de jugadores nacidos en Estados Unidos que jugaron con los Xolos como Edgar Castillo, Hérculez Gómez, Joe Corona y Greg Garza.
Arriola hizo su debut con el club en un amistoso de pretemporada contra el Club América en el Petco Park de San Diego el 6 de julio de 2013. En el minuto 54, Arriola anotó para poner el 5-0 en una victoria 5-2 final para Tijuana. El 19 de julio de 2013 Arriola hizo su debut profesional en el empate 3-3 con el Club Atlas en el inicio del Apertura 2013. En el partido de la jornada 6 del torneo local Arriola anotó su primer gol ante Monterrey que finalmente terminó en una derrota de 2-1. También le han dado la oportunidad de jugar con Dorados de Sinaloa en la Copa MX debido a que Dorados es un filial del Club Tijuana.

### D. C. United
El 9 de agosto de 2017 fichó por el D. C. United de la Major League Soccer, por un valor récord del club de 3 000 000 $.

#### Breve paso por Europa
El 1 de febrero dio el salto al fútbol europeo tras llegar cedido al Swansea City A. F. C. hasta final de temporada. Sin embargo, tras sufrir una lesión que le haría perderse lo que restaba de curso, el 31 de marzo se canceló el préstamo y regresó a los Estados Unidos.

## Selección nacional

### Selecciones juveniles
Arriola fue parte de la Selección de Estados Unidos que participó en el mundial juvenil sub-17 en México, y ha sido un miembro regular desde entonces de las selecciones sub-20 y sub-21.
El 28 de diciembre de 2014 fue incluido en la lista preliminar de 35 jugadores de Estados Unidos con miras al Campeonato Sub-20 de la Concacaf de 2015, el cual servirá de clasificación para la Copa Mundial de Fútbol en esa categoría en junio de ese año. El 5 de enero de 2015 fue incluido en la lista final de futbolistas que disputaron el torneo. Arriola jugó en varios partidos del torneo y anotó un gol en la decisiva victoria 2-0 sobre El Salvador para darle el pase al equipo norteamericano a la Copa del Mundo.
El 13 de mayo de 2015, Arriola fue incluido en la convocatoria final para la Copa Mundial de Fútbol Sub-20 de 2015. El 2 de junio anotó un gol en la victoria 4-0 sobre Nueva Zelanda en la fase de grupos, ayudando a su selección a alcanzar la segunda ronda del torneo.

### Selección mayor
El 16 de mayo de 2016, Arriola fue convocado por primera vez a la selección nacional de los Estados Unidos para un partido amistoso frente a Puerto Rico con miras a la Copa América Centenario. No obstante, Arriola no puede ser convocado para el torneo ya que no fue incluido en la lista preliminar de 40 jugadores. Hizo su debut en dicho partido, empezando el encuentro como titular e incluso anotando el tercer gol de su selección en la victoria 3-1.

### Participaciones en Copas del Mundo
| Mundial                     | Sede          | Resultado        | Partidos | Goles |
| --------------------------- | ------------- | ---------------- | -------- | ----- |
| Copa Mundial Sub-17 de 2011 | México        | Octavos de final | 4        | 0     |
| Copa Mundial Sub-20 de 2015 | Nueva Zelanda | Cuartos de final | 4        | 1     |

### Goles con la selección de Estados Unidos
| #  | Fecha                   | Lugar                                             | Oponente          | Gol   | Resultado | Competición                        |
| -- | ----------------------- | ------------------------------------------------- | ----------------- | ----- | --------- | ---------------------------------- |
| 1. | 22 de mayo de 2016      | Estadio Juan Ramón Loubriel, Bayamón, Puerto Rico | Puerto Rico       | 3 – 1 | 3 – 1     | Amistoso                           |
| 2. | 6 de septiembre de 2016 | TIAA Bank Field, Jacksonville, Estados Unidos     | Trinidad y Tobago | 4 – 0 | 4 – 0     | Eliminatoria Mundial 2018 CONCACAF |
| 3. | 2 de febrero de 2019    | Avaya Stadium, San José, Estados Unidos           | Costa Rica        | 2 – 0 | 2 – 0     | Amistoso                           |
| 4. | 19 de junio de 2019     | Allianz Field, Saint Paul, Estados Unidos         | Guyana            | 1 – 0 | 4 – 0     | Copa Oro 2019                      |
| 5. | 23 de junio de 2019     | Estadio FirstEnergy, Cleveland, Estados Unidos    | Trinidad y Tobago | 5 – 0 | 6 – 0     | Copa Oro 2019                      |

## Clubes
| Club                           | País           | ño        |
| ------------------------------ | -------------- | --------- |
| Club Tijuana                   | México         | 2013-2017 |
| D. C. United                   | Estados Unidos | 2017-2022 |
| Swansea City A. F. C. (cedido) | Gales          | 2021      |
| F. C. Dallas                   | Estados Unidos | 2022-     |

### Estadísticas
Actualizado el 28 de septiembre de 2019.
| Club Tijuana · México                                                                    | 1.ª           | 2013-14       | 20  | 1  | 0  | 0 | 5 | 2 | 25  | 3  |
| Club Tijuana · México                                                                    | 1.ª           | 2014-15       | 5   | 0  | 8  | 0 | 0 | 0 | 13  | 0  |
| Club Tijuana · México                                                                    | 1.ª           | 2015-16       | 26  | 1  | 11 | 2 | 0 | 0 | 37  | 3  |
| Club Tijuana · México                                                                    | 1.ª           | 2016-17       | 31  | 2  | 8  | 2 | 0 | 0 | 39  | 4  |
| Club Tijuana · México                                                                    | 1.ª           | 2017          | 1   | 0  | 1  | 1 | 0 | 0 | 2   | 1  |
| Club Tijuana · México                                                                    | Total club    | Total club    | 83  | 4  | 28 | 5 | 5 | 2 | 116 | 11 |
| D. C. United Estados Unidos                                                              | 1.ª           | 2017          | 11  | 1  | 0  | 0 | - | - | 11  | 1  |
| D. C. United Estados Unidos                                                              | 1.ª           | 2018          | 29  | 7  | 1  | 0 | - | - | 30  | 7  |
| D. C. United Estados Unidos                                                              | 1.ª           | 2019          | 30  | 6  | 0  | 0 | - | - | 30  | 6  |
| D. C. United Estados Unidos                                                              | Total club    | Total club    | 70  | 14 | 1  | 0 | 0 | 0 | 71  | 14 |
| Total carrera                                                                            | Total carrera | Total carrera | 153 | 18 | 29 | 5 | 5 | 2 | 187 | 25 |
| (1)Incluye datos de la Liga MX (2)Incluye datos de la Copa MX y Lamar Hunt U.S. Open Cup |               |               |     |    |    |   |   |   |     |    |

## Palmarés

### Títulos internacionales
| Título                     | Club (*)       | País           | Año  |
| -------------------------- | -------------- | -------------- | ---- |
| Copa de Oro de la Concacaf | Estados Unidos | Estados Unidos | 2017 |
| Copa de Oro de la Concacaf | Estados Unidos | Estados Unidos | 2021 |

(*) Incluyendo la selección.